# Kristina Shikerova
Kristina Shikerova (en búlgaro, Кристина Шикерова) es una ex gimnasta rítmica búlgara. 
Su competición más destacada a nivel internacional fue el campeonato del mundo de 1991 de El Pireo, donde obtuvo la medalla de plata en la final de cuerda y otra de plata por equipos, junto a sus compatriotas Mila Marinova y María Petrova. Además fue cuarta en el concurso general individual y cuarta también en la final de aro.
Además fue partícipe del conjunto de Bulgaria que consiguió dos medallas de plata, en el concurso general y en seis cuerdas, además de una medalla de oro en cuatro aros y dos pares de mazas, en el Campeonato de Europa de Bucarest de 1993.

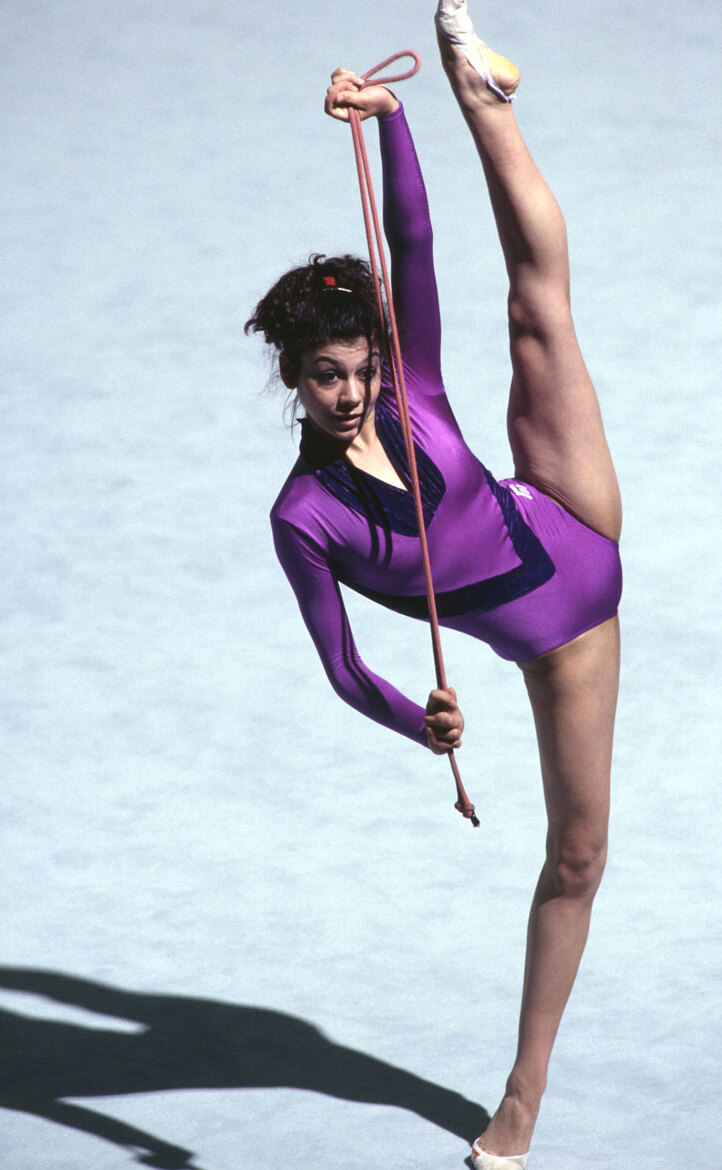
Kristina Shikerova, Corbeil-Essones (France), 1991